# Noccaea suffruticosa
Noccaea suffruticosa är en korsblommig växtart som först beskrevs av Francisco Loscos y Bernal och José Pardo y Sastrón, och fick sitt nu gällande namn av Josef Holub. Noccaea suffruticosa ingår i släktet backskärvfrön, och familjen korsblommiga växter. Inga underarter finns listade i Catalogue of Life.